# Sanune ibne Saíde
Sanune ibne Saíde (em árabe: ‏سحنون بن سعيد التنوخي; romaniz.: Saḥnūn b.Saʿīd at-Tanūḫī ou سحنون بن سعيد التنوخي, cujo nome completo era Abde Assalame ibne Saíde ibne Habibe Atanuqui (Abd al-Salam ibn Said ibn Habib at-Tanukhi), também conhecido simplesmente como Sanune ou Imã Sanune (Cairuão, 776  — Cairuão, 2 de dezembro de 854) foi um jurista maliquita da escola de Cairuão (atualmente na Tunísia).
A sua obra “al Mudawwana”, uma compilação de pareceres jurídicos baseada no “Kitâb al-Muwattâ'” de Maleque ibne Anas é de primeira importância para a maddhab (escola jurídica e teológica) maliquita e foi determinante na expansão dessa escola em todo o Magrebe.

## Biografia
O seu nome original era Abdel Salam. Imã Sanune é um nome dado a um tipo de ave e refere-se à sua rapidez de espírito. O seu pai era um soldado originário da cidade síria de Homs e a sua família reclamava-se descendente dos tanuquitas (em árabe: التنوخيون‎),[carece de fontes?] uma tribo da Arábia e do sul da Síria.
Durante a sua juventude, Sanune estudou sob a direção de pensadores de Cairuão, nomeadamente Albulul. Prosseguiu os estudos em Tunes, com Sidi Ali ibne Ziade, a quem foi recomendado por Albulul. Ali ibne Ziade tinha sido aluno do fundador da maddhab maliquita, Maleque ibne Anas. No ano 178 da Hégira (794 ou 795) vai para o Egito, onde é aluno de outros proeminentes discípulos de Maleque, como Abderramão ibne Alcácime, ibne Uabe e ibne Axabe. Sanune teria tido a intenção de conhecer pessoalmente Maleque, mas este morre antes de Sanune conseguir os meios financeiros para o visitar. Faz uma peregrinação a Meca com os seus mestres no Egito, no camelo atrás de ibne Uabe. Posteriormente vai a Medina e à Síria, onde contacta outros seguidores proeminentes de Maleque. Regressa ao Norte de África no ano 191 da Hégira (806 ou 807).
Ao longo da sua vida teve vários problemas com as autoridades aglábidas devido às suas ideias teológicas, chegando a ser condenado a ser chicoteado em 799 ou 800 por se recusar a dizer as orações depois do cádi por este ser mutazilita, pena que foi anulada pelo vizir. Durante o reinado do usurpador Amade ibne Alaglabe (847–848), teve que refugiar-se no Alcácer de Ziade junto de um asceta de nome Abde Arraim, o que não impediu que fosse preso.
Quando tinha 73 anos, Sanune é nomeado cádi da Ifríquia pelo emir aglábida Abu Alabás I (r. 841–856), que reina na Ifríquia em nome do califa abássida, cargo que recusa durante um ano, só o aceitando em 849 quando o emir aceita dar-lhe carta branca em matéria judiciária, o que implicava poder julgar os membros da sua família e da sua corte. Sanune teria então dito à sua filha Cadija: «hoje o teu pai foi apunhalado sem faca.»
Sanune era conhecido como um homem muito escrupuloso nos seus julgamentos e cortês com os litigantes e testemunhas, instando-as a dizerem toda a verdade sem temor das consequências, mas era muito rigoroso e frontal com os membros do círculo do soberano. Recusava-se a que estes enviassem representantes em vez de comparecerem pessoalmente aos julgamentos e recusou um pedido do emir para não interferir nos seus negócios ilegais. Não aceitava presentes ou pagamento do emir, financiando as suas despesas, do seu pessoal e do tribunal com os impostos sobre os não muçulmanos.
Uma das suas primeiras medidas como cádi foi a exclusão de todas as seitas heréticas da Grande Mesquita de Cairuão, que até então era frequentada pelos muitos mutazilita, sufritas e ibaditas que havia na capital aglábida. Foi também o primeiro cádi a nomear um imã permanente para a mesquita e o primeiro a colocar os valores empenhados sob a guarda de pessoas de confiança da cidade, em vez de serem guardados em caso do juiz, como até aí se fazia.
| “ | Até então, nos múltiplos círculos de estudo, os representantes de todas as tendências podiam expressar-se livremente na Grande Mesquita de Cairuão. Num processo com o objetivo de purgar a comunidade académica, Sanune pôs fim ao "escândalo". Expulsou as seitas do ahl al-bida; os líderes das seitas heréticas foram obrigadas a retratar-se em público. Sanune foi um dos maiores arquitetos da supremacia exclusiva do sunismo na sua forma maliquita por todo o ocidente muçulmano. | ” |
|   | — Martijn Theodoor Houtsma . |   |

Quando Sanune morreu, durante o mês de rajabe do ano 240 da Hégira, os membros do círculo pessoal do emir recusaram-se a participar nas orações fúnebres devido ao modo como tinham sido tratados pelo morto. Pelo contrário, a população de Cairuão mostrou-se muito consternada com o seu desaparecimento.
O seu túmulo, situado fora das muralhas de Cairuão, ainda hoje é visitado em dias feriados islâmicos.[carece de fontes?]

## Posições teológicas e obras

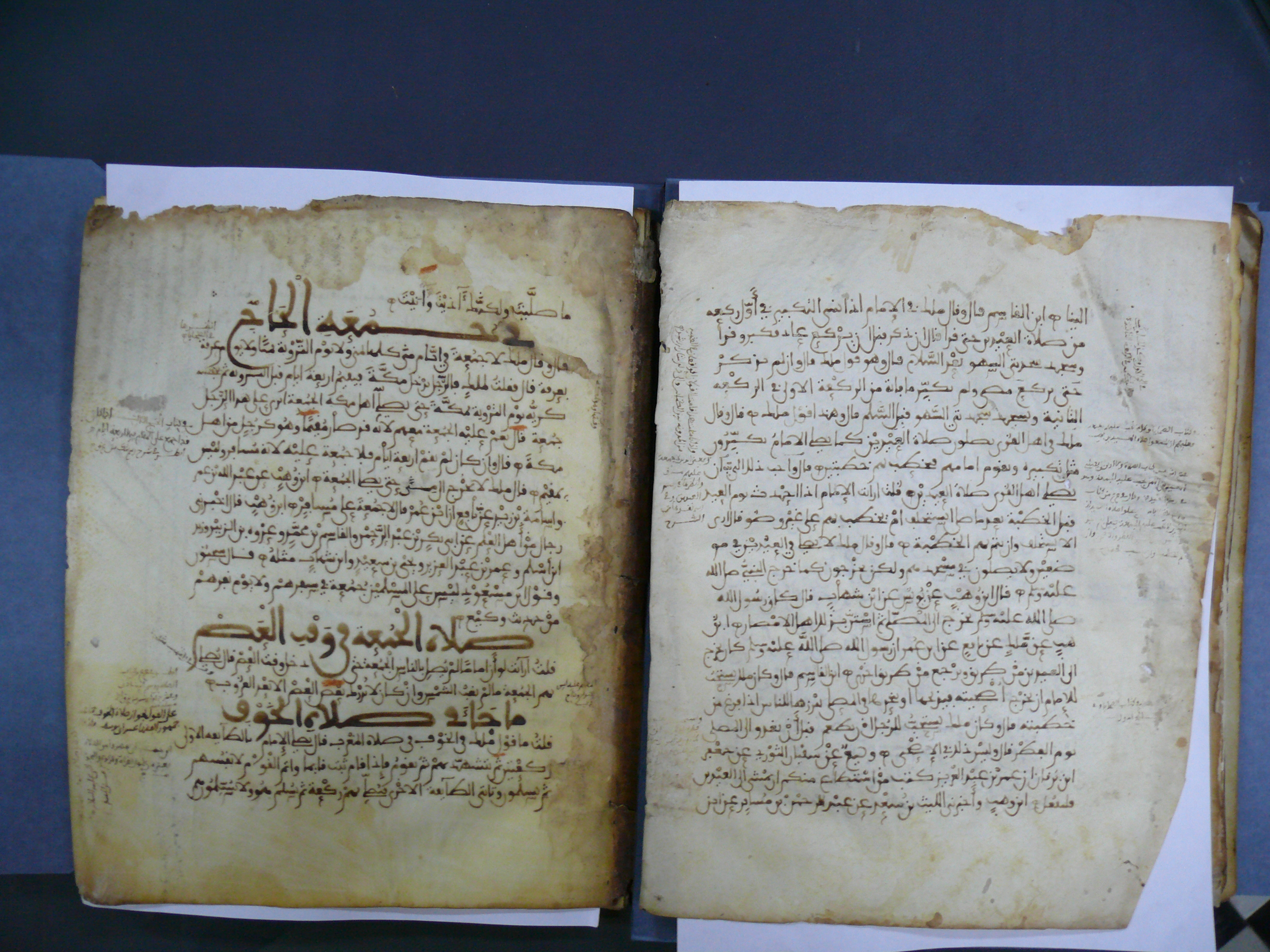
Exemplar do século XI do livro Mudawwana, de Sanune ibne Saíde

Sanune era conhecido pela sua forte ortodoxia, que ia ao ponto de se recusar orar atrás de um imã mutazilita e de expulsar as seitas consideradas heréticas da mesquita de Cairuão.
A principal contribuição de Sanune para o pensamento islâmico foi o al Mudawwana, uma compilação de pareceres jurídicos da escola de Medina, baseada no Kitâb al-Muwattâ de Maleque ibne Anas. O processo de compilação e revisão envolveu quatro imãs mujtahid da escola maliquita: Assade ibne Alfurate (m. 828); ibne Axabe (m. 819 ou 820); Abu Abedalá Abderramão ibne Alcácime Alutaqui, conhecido como ibne Alcacim (m. 807 ou 808); e o próprio Sanune. A obra é referida como "al Umm" ("a Mãe") da maddhab maliquita. A revisão de Sanune e transmissão do “al Mudawwana” foi um fator decisivo na expansão da escola maliquita por todo o ocidente muçulmano (Magrebe).